# Осроена
Осроена такође позната и као Осроене или Осхорене (старогрчки: Ὀσροηνή;сиријски: ܡܠܟܘܬܐ ܕܒܝܬ ܐܘܪܗܝ) "Краљевство Урхај") а понекад позната по имену њеног главног града, Едеса (сада Шанлијурфа, Турска), било је историјско краљевство које се налазило у Горњој Месопотамији, и која је уживала полуаутономију до своје потпуне независности од године 132. п. н. е. до н.е. 244, и римске покрајине од 244-608 н.е, а од 318 је била део Дијецезе Исток.
До 5. века Едеса је постала центар сиријске књижевности и учења, 608. године сасанидски цар, Хозроје II, заузео је Осроену, а 638. Она је пала након муслиманског освајања Персије.

## Историја

### Краљевство
Осроена, или Едеса, стекла је своју независност од пропадајућег Селеукидског царства преко династије номадског племена Набатејаца под именом Орејаци 136. године п. н. е. Назив Осроена потиче од Осроес од Ореја, краља Набатејаца, који је 120. п. н. е. преузео контролу над овом облашћу од Селеукида у Сирији. Већина краљева Осроене су се звали Абгар или Ману а представљали су набатејске краљеве насељене у градовима. Под династијом Набатејаца, на Осроену се све више ширио утицај Сиријског хришћанства и која је под утицајем арамејске културе постала један од главних центара отпора према хеленизацији Сирије.
Осроена је била једно од неколико краљевстава која су проистекла из распада Селеукидског царства. Краљевство је заузело област на граници између Сирије и Турске. Ово краљевство су успоставила Набатејска племена из јужног Ханана и Северне Арабије и трајало је скоро четири века (од 132. п. н. е. до 214. године), са двадесет и осам владара, који су понекад себе називали "краљем" на својој кованицама.
Са овог подручја потиче и легенда о Абгару V.
Осроене је укључена састав Римског царства 114. године као полуаутономна вазална држава, након периода под владавином Партског царства, инкорпорирана је као обична римска покрајина (провинција)у 214. години. Постоји апокрифна легенда да је Осроена прва држава која је прихватила хришћанство као државну религију, међутим, нема довољно доказа који би потврдили ову тачку гледишта.

### Римска провинција
Независност државе окончана је 244. године када је била инкорпорирана у Римско царство. То је била гранична покрајина, која се налазила близу персијских царстава са којима су Римљани више пута били у рату. Губљена је и поново враћана неколико пута. Као провинција на граници имала је римску легију, Легио III Партика са њеним Каструмом (војним упориштем) која јеможда била смештена у Ресаини, мада постоје и неке сумње у то.
Након владавине цара Диоклецијана и његових тетрархијских реформи током владавине у периоду 284-305. године, била је део Дијецезе Оријент, у преторијанској префектури истог имена.
Према римском документу Notitia Dignitatum са краја 4. века, на његовом челу је био гувернер чиновника и био је и седиште дукса Месопотамије, који је имао чин 'vir illustris' и командовао (око 400) следећим војним јединицама:
- Equites Dalmatae Illyriciani, гарнизоном у Гнаби.
- Equites Promoti Illyriciani, Калиникум.
- Equites Mauri Illyriciani, Дабана.
- Equites Promoti indigenae, Банасам
- Equites Promoti indigenae, Сина Јудеорум.
- Equites Sagittarii indigenae, Ораба.
- Equites Sagittarii indigenae, Тхилазамана.
- Equites Sagittarii indigenae Medianenses, Медиана.
- Equites Primi Osrhoeni, Расин.
- Praefectus legionis quartae Parthicae, Киркесиум.
- (an illegible command, possibly Legio III Parthica), Апатна.

Као и, 'мању улогу', очигледно помоћну:
- Ala Septima Valeria Praelectorum, Тхилацама.
- Ala Prima Victoriae, Товиа -цонтра Бинта.
- Ala Secunda Paflagonum, Тхилафика.
- Ala Prima Parthorum, Ресаја.
- Ala Prima nova Diocletiana, између Танурина и Хоробама.
- Cohors Prima Gaetulorum, Тиламана.
- Cohors Prima Eufratensis, Марата.
- Ala Prima Salutaria, Дуодецимо конститута.

Према Созоменовој црквеној историји, "било је неких врло учених људи који су раније доживели свој процват у Осроени, као сто је нпр. Бардесан, који је измислио јерес названу његовим именом, и његов син Хармониус. Везано за то је и да је овај последње био дубоко упућен у грчку ерудицију, и био је први који је подредио свој матерњи говор мерењима и музичким законима; ове стихове предао је хору "и да је аријанизам — успјешнија верзија — и тамо се сусрео са опозицијом тамо.

## Осроена у римским изворима
У својим списима, Плинје старији се позива на староседеоце Осроене и Краљевине Комагене као и Арапе и подручје као што је Арабија. Према Плинију, номадско арапско племе названо Орејци окупирало је Едесу око 130. п. н. е. Орејци су основали малу државу под вођством владара који су носили титулу краља, а округ је био назван по њима Орхоне. Ово име се на крају променило у Осроена, уз асимилацију партског назива Осроес или Хозроес (Хозрау).
Подручје краљевства се вероватно приближно поклапало по свом положају у односу на римску провинцију Осроену. Велика петља Еуфрата била је природна граница на северу и западу. На југу Батне био је главни град полу-аутономне кнежевине Антхемусије све до њеног анектирањаа од стране Рима 115. године у п. н. е. Источна граница била је несигурна; могла се проширити на Нисибис или чак до Адиабене у првом веку п. н. е, међутим, Харан, који се налазио само 40 км јужно од Едесе, увек је успевао да задржи свој независни статус римске колоније.
Едеса, престоница древног краљевства, била је туврђена знатним снагама и великих пошти на великим лулама најближим Еуфрату. То је био важан путни спој; древни аутопут, поред кога су каравани превозили робу из Кине и Индије на Запад, где се састајао северно-јужни пут који повезивао јерменске планине са Антиохијом. Што је неизбежно је Едесу чинило занчајном на међународној путној мрежи.
Године 64. п. н. е. Помпеј је повео рат против Партског царства, а Абгар II који је био владар Осроене био је том приликом на страни Римљана када је Луције Афраније заузео Горњу Месопотамију. Краљ је иницијално био савезник римског генерала Марка Лицинија Краса у кампањи против Парћана 53. године п. н. е., али римски историчари тврде да је издао Краса водећи га да одступи од сигурне руте дуж реке и уместо тога у отворену пустињу, где су трупе трпеле губитке и биле су тако подложне нападима коњаника. Абгар је рекао да се састао са Суренасом, Партским генералом, и обавестио га о римским покретима. Уследила је битка код Каре, срамна битка која је уништила целу римску војску. Непосредно пре битке, Абгар је направио изговор за вожњу. Међутим, савремени историчари су доводили у питање да ли је Абгар намеравао да изда Римљане, а можда их је једноставно водио дуж старих арапских трговачких рута. Према сиријским изворима Агбар каније исте те године преминуо.
У раном другом веку н.е, краљ Абгар VII придружио се походу цара Трајана у Месопотамији и забављавао га на двору. Међутим, краљ се касније побунио против Римљана, што је довело до тога да је римски генерал Луциус Куиетус опустошио Едесу и окончао Осроенину независност 116. Године н.е. Године 123., током владавине Хадријана, династија Абгарида је обновљена постављањем Ману-а VII на прето, а Осроена је основана као вазално краљевство Римског царства. После римско-партског рата 161-166. године под Марком Аурелијем, изграђена су утвђењае а римски гарнизон стациониран је у Нисибису (сада Нусајбину). Године 195., након грађанског рата у коме је краљевство подржало свог ривала Песценија Нигера, Септимије Север покренуо је инвазију и анектирао територију као нову покрајину, начинивши Нибисис главним градом. Међутим, цар је дозволио краљу, Абгару XI, да задржи град Едесу и малу територију која га окружује. Године 213 н.е, владајућег краља је срушио Каракала а преостала територија је инкорпорирана у римску покрајину Осроену.
Након Трајанових освајања, хришћанство се проширило и у Едеси. Абгар IX (179-186 н.е.) је био први хришћански краљ Едесе. Верује се да је Јеванђеље по Томи настало у Едеси око 140. године. Истакнуте рано хришћанске личности су живеле и долазиле су из ове регије, попут Тацијана асирског, који је дошао у Едесу из Хадиаба (Адијабена). Отпутовао је у Рим и вратио се у Едесу око 172-173. Тациан је био редактор Диатесарона, који је био примарни свети текст хришћанства у којем се говори на сиријском језику, све док га у петом веку епископи Рабула и Теодорет нису потиснули и заменили ревидирањем старих сиријских канонских јеванђеља (као у Сиријском синаитику и Куретонским јеванђељима ).
Након овога, Едеса је поново потпала под римску контролу за владавине цара Деција и постала центар из кога су вођени римски војни походи против Сасанидског царства. Амру, вероватно потомак Абгара, помиње се као краљ на натпису Паикули, који је забележио победу Нарзеса у Сасанидском грађанском рату од 293. године. Историчари идентификују овог Амра као Амру ибн Адија, четвртог краља Лахмида, који је у то вријеме још увиек био смештен у Харану, док још није пресељен у Ал Хиру у јужној Месопотамији.
Много векова касније, војводе Осроене Дагалафус и Секундинус, пратили су цара Јулијана у рату против сасанидског цара Шапура II у 4. веку.

## Владари Осроене
- Ариу (132–127. п. н. е.)
- Абду бар Мазур (127–120. п. н. е.)
- Фрадаст бар Гебару (120–115. п. н. е.)
- Бакру I бар Фарадаст (115–112. п. н. е.)
- Бакру I бар Бакру (112–94. п. н. е.)
- Ману I (94. п. н. е.)
- Авгар I Пика (94–68. п. н. е.)
- Авгар II бар Агбар (68–52. п. н. е.)
- Ману II (52–34. п. н. е.)
- Пакор (34–29. п. н. е.)
- Авгар III (29–26. п. н. е.)
- Авгар IV Сумака (26–23. п. н. е.)
- Ману III Шафул (23–4. п. н. е.)
- Авгар V Укама бар Ману (Абгар од Едесе) (4. п. н. е.– 7. н.е.)
- Ману IV бар Ману (н.е. 7–13)
- Авгар V Укама бар Ману (13–50)
- Ману V бар Абгар (50–57)
- Ману VI бар Абгар (57–71)
- Авгар VI бар Ману (71–91)
- Санатрук (91–109)
- Авгар VII бар Езад (109–116)
- Римска управа (116–118)
- Јалур (118–122, савладар са Партамаспатесом)
- Партамаспатес (118–123)
- Ману VII бар Езад (123–139)
- Ману VIII бар Ману (139–163)
- Ваил бар Шахру (163–165)
- Ману VIII бар Ману (165–167)
- Авгар VIII (167–177)
- Авгар IX Велики (177–212)
- Авгар X Северус бар Ману (212–214)
- Авгар (X) бар Агбар (IX) Рабо (214–216)
- Ману (IX) бар Агбар (X) Северус (216–242)
- Авгар (XI) Фархат бар Ману(IX) (242–244)